# Шандан
Алешандре Луїс Реаме (порт. Alexandre Luiz Reame), відоміший як Шандан (порт. Xandão, нар. 23 лютого 1988, Арасатуба) — бразильський футболіст, захисник клубу «Серкль» (Брюгге).

## Ігрова кар'єра
У дорослому футболі дебютував 2005 року виступами за «Гуарані» (Кампінас), в якому грав до 2008 року, взявши участь у 52 матчах чемпіонату. Протягом 2006—2007 років грав на правах оренди за «Атлетіко Паранаенсе».
2008 року перейшов у «Деспортіво Бразіл», проте більшість часу провів у орендах, виступаючи за «Флуміненсе», «Греміу Баруері», «Сан-Паулу» та «Спортінг».
У лютому 2013 року Шандан підписав контракт на три з половиною роки з російською «Кубанню».  Відтоді встиг відіграти за краснодарську команду 94 матчі в національному чемпіонаті.

## Досягнення
«Кубань»
- Фіналіст Кубка Росії (1): 2014/15